# (5410) Spivakov
(5410) Spivakov ist ein Asteroid des Hauptgürtels, der am 16. Februar 1967 von der sowjetischen Astronomin Tamara Michailowna Smirnowa an der Zweigstelle des Krim-Observatoriums in Nautschnyj (Sternwarten-Code 095) entdeckt wurde.
Der Asteroid wurde nach dem russischen Geiger und Dirigenten Wladimir Teodorowitsch Spiwakow (* 1944) benannt, der seit 1989 ist als Nachfolger von Karl Münchinger künstlerischer Leiter des Internationalen Musikfestspiel in Colmar (Elsass) ist.